# 레이징 파이어
《레이징 파이어》(중국어: 怒火)은 2021년 개봉한 홍콩, 중국의 범죄, 액션, 드라마 영화이다.

## 출연진
주연
- 견자단 : 장충방 역
- 사정봉 : 추강야오 역

조연
- 친란
- 담요문
- 황덕빈
- 오호강
- 하패유